# Mae (Vorname)
Mae ist ein weiblicher Vorname.

## Herkunft und Bedeutung
Der Name ist die englische Variante von May.
Varianten sind unter anderem Madge, Maggie, Mamie, Marge, Margie, Mariel, Marinda, Mayme, Meg, Peg, Peggie, Peggy, Midge und Molly.

## Bekannte Namensträgerinnen
- Mae Busch (1891–1946) war eine australische Stumm- und Tonfilm-Schauspielerin
- Mae Clarke (1910–1992), US-amerikanische Filmschauspielerin
- Mae Clouther (1917–1997), US-amerikanische Tischtennisspielerin
- Mae Dahlberg (1888–1969), australische Varieté-Tänzerin und Schauspielerin
- Mae Faggs (1932–2000), US-amerikanische Leichtathletin und Olympiasiegerin
- Mae Glover (1906–1985), US-amerikanische Bluessängerin
- Mae Jemison (* 1956), US-amerikanische Astronautin
- Mae Marsh (1895–1968), US-amerikanische Filmschauspielerin
- Mae Mercer (1932–2008), US-amerikanische Schauspielerin
- Mae Muller (* 1997), britische Pop-Sängerin
- Mae Murray (1885–1965), US-amerikanische Schauspielerin und Tänzerin
- Mae Questel (1908–1998), US-amerikanische Schauspielerin und Synchronsprecherin
- Mae West (1893–1980), US-amerikanische Filmschauspielerin und Drehbuchautorin
- Mae Whitman (* 1988), US-amerikanische Schauspielerin
- Mae Young (1923–2014), US-amerikanische Wrestlerin